# Straßenradsport-Weltmeisterschaften 1931
Die Straßenradsport-Weltmeisterschaften 1931 fanden am 26. August nach 1921 zum zweiten Mal in Kopenhagen statt.

## Rennverlauf
Berufsfahrer wie Amateure hatten eine Distanz von 168 Kilometern zu absolvieren. Bei den Profis gab es wie im Vorjahr mit dem 28-jährigen Learco Guerra wieder einen italienischen Sieger. Er gewann mit einem Vorsprung von über vier Minuten vor dem Zweitplatzierten und benötigte für die 168 Kilometer ein Stundenmittel von 34,4 Kilometern. Bester deutscher Berufsfahrer war Ludwig Geyer auf Platz 10. Das Amateurrennen wurde zur Domäne der nordeuropäischen Aktiven aus Dänemark, Schweden und Finnland. Amateurweltmeister wurde mit 34,6 km/h der 29 Jahre alte Henry Hansen aus Dänemark. Allein unter den ersten zehn Platzierten finden sich sieben Nordeuropäer. Auf Platz 11 landete als bester deutscher Amateur August Brandes mit einem Rückstand von 19 Minuten zum Sieger.

## Ergebnisse

### Profis
| Platz | Athlet             | Land | Zeit        |
| ----- | ------------------ | ---- | ----------- |
| 1     | Learco Guerra      | ITA  | 4:53:43 h   |
| 2     | Ferdinand Le Drogo | FRA  | + 4:37 min  |
| 3     | Albert Büchi       | SUI  | + 4:48 min  |
| 4     | Fabio Battesini    | ITA  | + 5:57 min  |
| 5     | Max Bulla          | AUT  | + 6:23 min  |
| 6     | Alfredo Binda      | ITA  | + 8:42 min  |
| 7     | Gaston Rebry       | BEL  | + 9:59 min  |
| 8     | Jules Vanhevel     | BEL  | + 13:46 min |
| 9     | Maurice De Waele   | BEL  | + 14:21 min |
| 10    | Ludwig Geyer       | GER  | + 14:46 min |
| 11    | Walter Blattmann   | SUI  | + 18:41 min |
| 12    | Jean-Pierre Muller | LUX  | + 19:14 min |
| 13    | Cesar Bogaert      | NED  | + 20:06 min |

### Amateure
| Platz | Athlet          | Land | Zeit        |
| ----- | --------------- | ---- | ----------- |
| 1     | Henry Hansen    | DEN  | 4:50:53     |
| 2     | Giuseppe Olmo   | ITA  | + 6:.01 min |
| 3     | Leo Nielsen     | DEN  | + 6:40 min  |
| 4     | Bernhard Britz  | SWE  | + 7:50 min  |
| 5     | Gösta Carlsson  | SWE  | +12:36 min  |
| 6     | Gösta Björklund | SWE  | +12:36 min  |
| 7     | Frank Southall  | GBR  | + 15:37 min |
| 8     | Raul Hellberg   | FIN  | + 16:51 min |
| 9     | Mario Cipriani  | ITA  | + 17:05 min |
| 10    | Frode Sørensen  | DEN  | + 17:12 min |
| 11    | August Brandes  | GER  | + 19:26 min |
| 12    | Fritz Saladin   | SUI  | + 19:29 min |
| 13    | Rudolf Risch    | GER  | + 21:29 min |
| 14    | Robert Rigaux   | FRA  | + 22:15 min |

| Platz | Athlet            | Land | Zeit         |
| ----- | ----------------- | ---- | ------------ |
| 15    | René Le Grevès    | FRA  | + 24:39 min  |
| 16    | Karl Bossard      | SUI  | + 25:22 min  |
| 17    | Ragnval Martinsen | NOR  | + 30:00 min  |
| 18    | Bela Jalicz       | HUN  | + 31:42 min  |
| 19    | Thor Porko        | FIN  | + 31:51 min  |
| 20    | Leonard Cave      | GBR  | + 32:37 min  |
| 21    | Hannes Munter     | FIN  | + 32:45 min  |
| 22    | Karl Thallinger   | AUT  | + 33:25 min  |
| 23    | Josef Weissmayer  | AUT  | + 33:32 min  |
| 24    | Jean Minsart      | BEL  | + 36:37 min  |
| 25    | Jan de Reus       | NED  | + 38:38 min  |
| 26    | Karel Frič        | TCH  | + 40:21 min  |
| 27    | John P. Woodcock  | IRL  | + 59:11 min  |
| 28    | James Masterson   | IRL  | + 1: 05:43 h |